# The Boys (Nicki Minaj e Cassie)
The Boys è una canzone della rapper trinidadiana Nicki Minaj e della cantante statunitense Cassie. È il singolo di lancio della ristampa del suo secondo album in studio, Pink Friday: Roman Reloaded – The Re-Up, pubblicato il 13 settembre 2012 solo in Canada, Regno Unito e Stati Uniti d'America.
The Boys ha ricevuto prevalentemente critiche positive dai i critici, che si sono complimentati con Nicki per il suo stile rap e per l'inclusione di Cassie.
La canzone è arrivata alla 20 posizione nella classifica R&B del Regno Unito e alla 113 in quella ufficiale.

## Produzione
Nicki ha confermato la ristampa di Pink Friday: Roman Reloaded e la pubblicazione del suo singolo di lancio a settembre 2012 ai Video Music Awards, dicendo alla E! News che avrebbe pubblicato il singolo la settimana dopo. Il 10 settembre 2012 ha confermato il titolo e la comparsa di un'altra cantante tramite Twitter, e che era pianificato un video per la canzone. Un giorno dopo scrisse su Twitter “Giovedì”, che secondo alcuni era la data di pubblicazione. Il 13 settembre 2012 The Boys è stato reso disponibile al download digitale su iTunes. Lo stesso giorno è stato inviato alla stazione radio americana iHeartRadio.
The Boys trae origine dalla canzone di Cassie Money on Love, pianificata come secondo singolo dal suo secondo album, dopo King of Hearts. Per ragioni sconosciute il progetto dell'album è stato annullato, e la canzone è stata cantata da Nicki. Decise di mantenere la parte di Cassie, ma riscrisse la maggior parte del testo e aggiunse alcuni elementi alla produzione.

## Video
Nicki ha confermato la realizzazione del video durante la registrazione del Re-Up. È stato girato da Colin Tilley che ha anche collaborato con Nicki per il video di I Am Your Leader. Il video è stato girato in due giorni; uno per la parte di Cassie, e uno per quella di Nicki. Un behind-the-scenes video fu pubblicato su Vimeo il 3 ottobre 2012, che mostrava un set molto rosa. È stato mostrato in anteprima il 18 ottobre 2012, e lo stesso giorno è stato pubblicato su VEVO.

## Esibizioni Live
La canzone è stata cantata dal vivo durante il Pink Friday Tour.

## Classifiche
| Classifica (2012)                                       | Posizione massima |
| ------------------------------------------------------- | ----------------- |
| Francia (Syndicat national de l'édition phonographique) | 136               |
| Irlanda (IRMA)                                          | 99                |
| Regno Unito (Official Singles Chart)                    | 113               |
| Regno Unito R&B (Official Singles Chart)                | 15                |
| Stati Uniti (Billboard Hot 100)                         | 114               |
| Stati Uniti Hip hop (Billboard)                         | 41                |

## Date di pubblicazione
| Paese       | Data              | Formato           |
| ----------- | ----------------- | ----------------- |
| Stati Uniti | 13 settembre 2012 | Download digitale |
| Canada      | 13 settembre 2012 | Download digitale |
| Regno Unito | 14 settembre 2012 | Download digitale |
| Stati Uniti | 25 settembre 2012 | Airplay           |